# Cordeau à tracer
 (octobre 2015).
Si vous disposez d'ouvrages ou d'articles de référence ou si vous connaissez des sites web de qualité traitant du thème abordé ici, merci de compléter l'article en donnant les références utiles à sa vérifiabilité et en les liant à la section « Notes et références ».

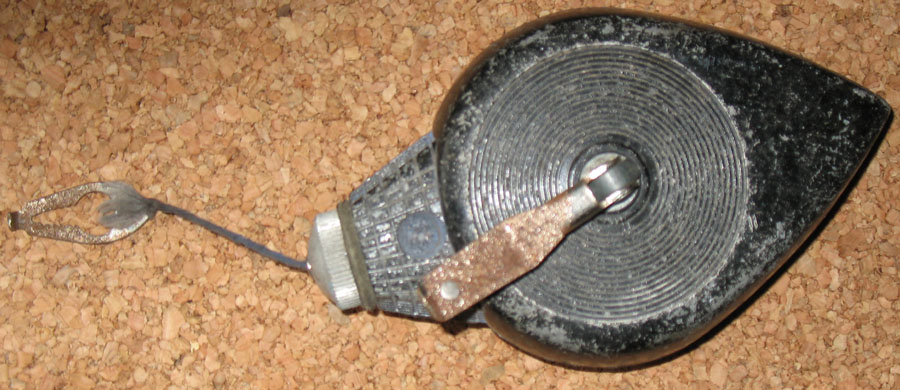
Cordeau à tracer.

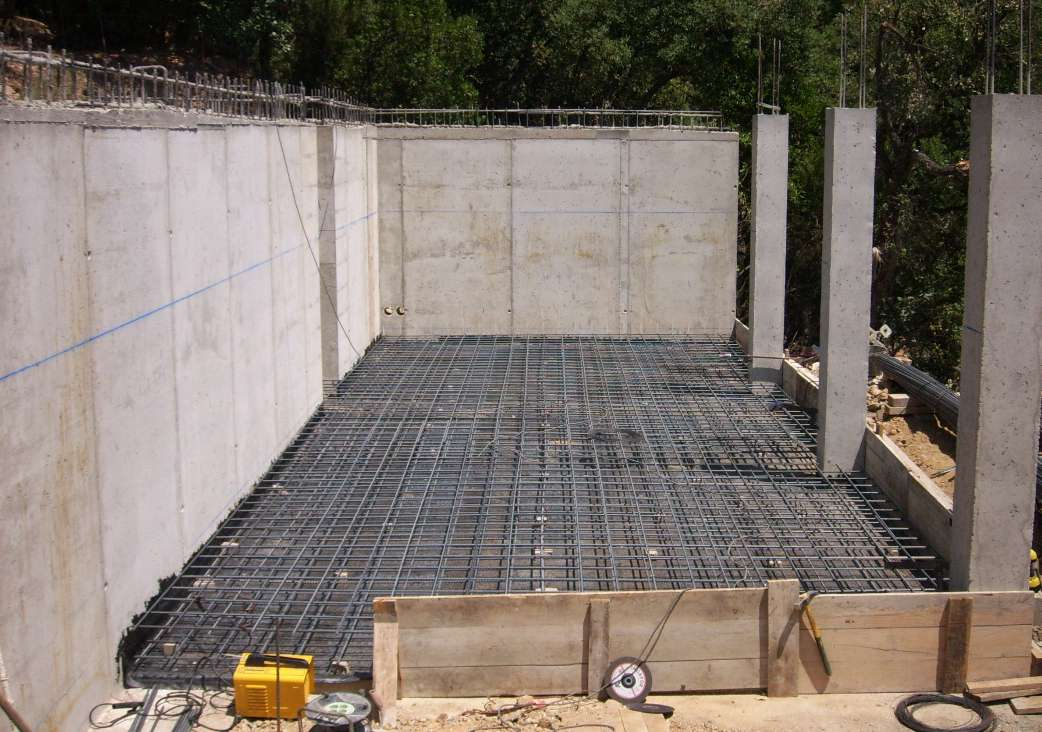
Craie bleue sur un mur de béton servant de niveau de référence.

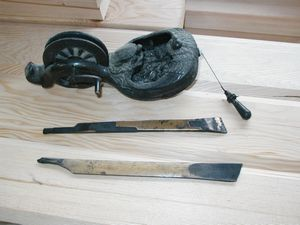
Sumitsubo et stylo de marquage en bambou.

Le cordeau à tracer ou cordex est une cordelette imprégnée de poudre de craie colorée, servant à faire des marquages rectilignes provisoires sur des chantiers de construction.

## Utilisation
Le cordeau s'utilise en tendant fortement la cordelette, de manière à former une ligne droite. On écarte ensuite à la main la cordelette de la surface, puis on la relâche brusquement : elle reprend sa place par élasticité, et claque contre la surface, déposant une marque de craie.
Le cordeau à tracer se présente généralement sous la forme d'un rouleau entouré d'un boîtier hermétique. Un crochet métallique permet de dévider et de fixer l'extrémité de la cordelette, et une petite manivelle permet de l'enrouler de nouveau après usage. Une petite trappe dans le boîtier permet de le recharger en poudre à l'aide d'un biberon de poudre à tracer.
Il est parfois possible de se servir du cordeau et de son boîtier comme fil à plomb.
Les niveaux laser et générateurs de lignes peuvent aujourd'hui les rendre caducs.

## Matériels liés

### Brouette de poudre à tracer
Une brouette de poudre à tracer est utilisée périodiquement pour réaliser les marquages sur les pelouses (football, rugby...) ou sur les pistes d'athlétisme.

### Biberon de poudre à tracer
Le biberon de poudre à tracer est un récipient en métal ou matière plastique muni d'une tétine contenant de la poudre à tracer, servant à remplir les cordeaux à tracer de poudre de craie généralement bleue, mais aussi d'autres couleurs (rouge, jaune, blanche) en fonction des supports à marquer.